# Jöran Persson
Jöran Persson (nascido em 1530 em Sala, executado em 1568 em Estocolmo) foi um poderoso conselheiro real (rådgivare), procurador do reino (procurator) , e secretário do rei Érico XIV, a partir da coroação deste em 1560.

Depois da deposição do rei Érico XIV, em 1568, Jöran Persson foi aprisionado, torturado e executado de forma macabra em 1568 em Estocolmo.